# Шолоховські озера
Шолоховські озера (рос. Шолоховские озёра) — група озер, розташованих в заплаві лівого берега річки Дон, у Шолоховському районі Ростовської області Росії. Пам'ятка природи регіонального значення, оголошена відповідно до Постанови Адміністрації Ростовської області № 418 від 19.10.2006 р.
Природоохоронна територія включає наступні озера і 500-метрову зону навколо них: Чернецьке, Ольховате, Побочне, Широке, Криве, Гремяче, Рассохле, Старий Дон, Подольхи, Клешня, Подольхове, Мале Подольхове, Лебяже, Голий Ільмень, Баклуша.

## Природні особливості
Шолоховські озера являють собою унікальні ландшафти. Флора і фауна представлені великим видовим розмаїттям тваринного і рослинного світу. Багато видів рослин, грибів, безхребетних і тварин, що тут мешкають, занесено до Червоної книги Ростовської області. Озера є місцем мешкання ендеміка Європи — червонокнижної хохулі руської.